# Francis Peyton Rous
(Francis) Peyton Rous, ameriški patolog in virolog, Nobelovec, * 5. oktober 1879, Baltimore, Maryland, Združene države Amerike, † 16. februar 1970, New York.
Rojen je bil v družini potomcev Hugenotov, ki je cenila humanistično izobrazbo. Njegov oče, bogat trgovec, je tik pred ameriško državljansko vojno kupil posestvo v Teksasu in preselil večino družine tja. Umrl je, ko je bil Peyton še otrok, a je njegova mati kljub finančnim težavam vztrajala v Baltimoreu da bi lahko svojim trem otrokom zagotovila najboljšo možno izobrazbo.
Peyton se je vpisal na medicinsko fakulteto nedolgo prej ustanovljene Univerze Johnsa Hopkinsa, po diplomi pa je šel študirat patologijo na Univerzo v Michiganu, kjer je doktoriral leta 1905. Po doktoratu je pričel s prakso v univerzitetni bolnišnici. Vodja oddelka mu je omogočil eno leto usposabljanja v Dresdnu, ki je nanj pustil velik vtis.
Leta 1909 je dobil financiranje Rockefellerjevega inštituta in pričel z raziskavami raka pod vodstvom Simona Flexnerja, kljub neodobravanju svojih vplivnih znancev češ da gre za neperspektivno področje. Že po nekaj mesecih je Flexner zapustil laboratorij za raziskave raka na univerzi in mu prepustil vodenje.

## Delo
V svojem laboratoriju se je Rous ukvarjal s prenašanjem rakavih tvorb med osebki pri kokoših. Do svojega najpomembnejšega odkritja je prišel že leta 1911, ko je iz krvi kokoši z izraženim tumorjem odfiltriral vse celice in večje delce ter jo vnesel v zdravo kokoš. Kmalu se je tudi prej zdravi kokoši razvila tvorba, po vseh značilnostih enaka tumorju bolne. Kmalu je uspel s prenosom še drugega tipa tumorja in leta 1912 je zapisal, da je »agens« prenosa verjetno virus. Njegova teorija med sodobniki ni bila sprejeta in v naslednjih letih je Rous dokazoval, da ne gre za normalno reakcijo tkiva na prisotnost antigenov iz druge kokoši. Eksperimentalno je s filtrati razširjal tumorje v različna tkiva in dokazal, da različni virusi povzročijo različne tipe tumorjev. Opazoval je tudi odpornost različno zdravih gostiteljev na prenos tumorjev, pri čemer je uspešno ločil pojav odpornosti na virus in na tumor sam. Kljub prepričljivim dokazom teorija ni bila splošno sprejeta. Zato se je odločil razširiti delo še na sesalčje tumorje, a poskusi na miših niso bili uspešni.
Po tem neuspehu in ob pritisku prve svetovne vojne se je Rous preusmeril na bolj nujne medicinske raziskave. Naslednjih dvajset let se je ukvarjal predvsem z imunskimi reakcijami na transfuzijo krvi.
K raku se je ponovno vrnil leta 1934, ko je Richard Shope objavil odkritje, da se poseben tip tumorja, kasneje poimenovan Shopejev papilom, prenaša med zajci z agensi, ki so po svojih lastnostih podobni virusom. To je bila za Rousa potrditev da je šlo pri kokošjih tumorjih dejansko za virusni prenos in pričel raziskovati papilomaviruse. Vedel je, da so bradavice (papilomi) prisotni pri mnogo zajcih v divjini, a mu ni uspelo povzročiti raka zgolj z vbrizgavanjem filtrata v zdrave osebke. Tako je razvil teorijo, da so virusi v populaciji splošno prisotni, a lahko povzročijo raka le ob določenih pogojih. Predvsem katran se je izkazal kot učinkovit sprožilec. V naslednjih letih je teorijo razdelal in razvil več izhodišč za raziskave interakcij med virusi in kemičnimi karcinogeni.
Poleg raziskovalnega dela je bil med letoma 1922 in 1970 urednik revije The Journal of Experimental Medicine.

## Priznanja
Rousovo delo je doživelo širše priznanje šele po drugi svetovni vojni, ko je postala teorija o virusnem prenosu nekaterih rakavih obolenj splošno sprejeta. Sprejet je bil za člana nacionalne akademije znanosti ZDA in tujega člana več drugih akademskih inštitucij, med njimi britanske Kraljeve družbe in Kraljeve danske akademije znanosti.
Leta 1966, 55 let po svojem najpomembnejšem odkritju, je zanj prejel Nobelovo nagrado za fiziologijo ali medicino.